# American Geographical Society
La American Geographical Society (AGS) è una società statunitense di geografi professionisti fondata nel 1851 a New York. Incoraggia e sostiene le attività che espandono la conoscenza geografica e la sua interpretazione, al fine di renderla utile ai geografi ed altri scienziati, con particolare attenzione alle politiche ambientali.
È la più antica società geografica degli Stati Uniti. Negli oltre 150 anni della sua esistenza si è occupata in modo particolare di tre aree geografiche: l'Artide, l'Antartide e l'America Latina.
Tra le sue numerose iniziative è da citare la mappatura alla scala 1: 1.000.000 dell'America latina, effettuata dal 1920 al 1945 nell'ambito di un progetto internazionale di mappatura dell'intera superficie terrestre alla stessa scala. Furono prodotte 107 carte con un costo totale di oltre mezzo milione di dollari, in gran parte finanziato con donazioni private.
Il suo attuale presidente è Jerome E. Dobson (dal 2002). Tra i suoi presidenti vi sono stati George Bancroft (1852-1854), Robert Edwin Peary (1903-1907) e John Kirtland Wright (1938-1949).
La sede attuale della società è a Brooklyn, al n. 31 di Court Street.